# Спекулация със сребро на братята Хънт
Като най-голямата спекулация със сребро се счита спекулативният балон на пазара на сребро от средата на 70-те до 1980 г., свързван с братята Нелсън Бънкър Хънт и Уилям Хърбърт Хънт. В сътрудничество с богати бизнесмени от Саудитска Арабия те закупуват огромни количества сребро и сребърни контракти на стоковите фючърсни борси и се опитват да контролират пазара на сребро. Привлечени от растящите цени и интензивното медийно отразяване, все повече инвеститори се включват в спекулациите и ускоряват поскъпването на среброто.
Братята Хънт и техните партньори закупуват общо приблизително 150 милиона унции (4700 тона) физическо сребро и приблизително 200 милиона унции (6200 тона) сребро на стоковата борса COMEX в Ню Йорк.
Семейство Хънт пренася част от физическото сребро в Цюрих и Лондон със специално наети товарни самолети, отчасти защото не вярват на американското правителство и се страхуват от конфискация. През 1933 г. президентът Рузвелт забранява частното притежаване на злато в Съединените щати под заплаха от драконовски наказания и цялото злато, което не е било обменено навреме в хартиени пари, е конфискувано. Тази забрана за притежаване на злато продължава до 1974 г. Цената на унция (31,1035 грама) сребро се покачва от под 2 щ.д. през 1973 г. до 50 щ.д. през януари 1980 г., преди да се срине. През следващите години цената на среброто пада до под 5 щатски долара за тройунция и остава на това ценово ниво повече от двадесет години.

## Краят на спекулациите
Докато Хънтови успяват да спасят своето физическо сребро, търговията им на стоковата фючърсна борса се оказва тяхната гибел. Тъй като цената на среброто продължава да расте, те купуват все по-големи количества сребърни договори на Нюйоркската стокова борса (COMEX), частично на кредит.
Когато цената на среброто достига почти 50 долара за унция в средата на януари 1980 г., Комисията по ценните книжа и борсите предприема действия и променя правилата на COMEX, като въвежда Silver Rule 7 (Правило за сребро 7) . Де факто не е разрешено допълнително закупуване, което означава, че не може да се влиза в нови дълги позиции. Разпоредена е търговия само за ликвидация: само за съществуващи дълги позиции е позволено да бъдат компенсирани срещу съществуващи къси позиции.
Това води со спад на цената, особено след като големите банки с къси позиции значително намаляват офертите си за покупка. Спадът в цената на среброто е допълнително ускорен от паническата продажба на хиляди дребни спекуланти и инвеститори, последвали примера на Хънтови. Освен това на пазара излизат големи количества физическо сребро, тъй като частните лица масово продават и претопяват сребърни предмети, бижута, прибори за хранене и сребърни монети поради увеличението на цените – цената на среброто нараснала повече от двадесет пъти само за няколко години. Старата сребърна монета от 5 DM е заменена с такава без сребро през 1975 г.
Това води до драматични загуби в дългите позиции на братята Хънт, които те трябва незабавно да компенсират в брой – но не успяват. За да изпълнят задълженията си за плащане, те трябва да продадат части от дългите си позиции на всяка цена, което допълнително ускорява спада на цената. В рамките на няколко седмици трябва да бъдат платени много милиарди долари, които погъщат всичките им активи, докато не се налага да бъде обявен фалит.

## Последиците от спекулациите със сребро на Хънт
Покачването и последващият срив на цената на среброто, приписвани на братята Хънт и техните спекулации, причинява значителни загуби на безброй частни инвеститори по това време и води до трайни психологически щети на пазара на сребро. След 1980 г. среброто преминава през мечи пазар, продължил повече от 20 години с падащи или стагниращи цени, който изглежда приключва едва през 2004 г. Спекулацията на Хънтови и легендите около нея все още са дълбоко вкоренени в психологията на пазара на сребро и несъмнено са довели до лошата слава на среброто като средство за инвестиране сред широката общественост от инвеститори и финансови специалисти.

## Финансовият свят през 70-те години
Покупките на сребро от Хънт обаче не са единствената и вероятно дори не основната причина за рязкото покачване на цената на среброто. 70-те години на XX век се характеризират с голяма несигурност във финансовия свят, петролни кризи, заплашителни войни и кризи (войната Йом Кипур, свалянето на шаха в Иран, войната в Афганистан), огромното увеличение на държавния дълг на САЩ поради войната във Виетнам, масово разширяване на (хартиеното) парично предлагане, високи темпове на инфлация, съчетани с големи опасения от инфлация и последващото бягство на инвеститорите в реални активи. Цената на златото също се повишава от 35 щатски долара през 1970 г. до 850 щатски долара през 1980 г.

## Любопитни факти
Поради недостига на сребро веригата за бижута Tiffany & Co. пуска реклама на цяла страница в New York Times, в която индиректно обвинява братята в безотговорно поведение: „Смятаме за възмутително някой да държи сребро за милиарди – да, милиарди! – долари и по този начин да завишава цената, така че другите трябва да плащат изкуствено високи цени за сребърни изделия“.